# Rudolph Lewis
Rudolph Ludewyk „Okey” Lewis (ur. 12 lipca 1887 w Waterbergu, zm. 29 października 1933 w Pretorii) – południowoafrykański kolarz szosowy, mistrz olimpijski.

## Kariera

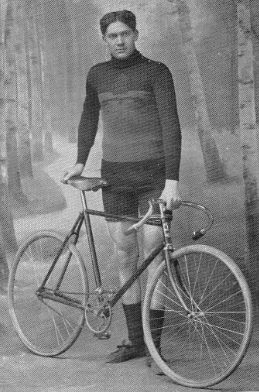
Rudolph Lewis

Największy sukces w karierze Rudolph Lewis osiągnął w 1912 roku, kiedy zwyciężył w wyścigu indywidualnym na czas podczas igrzysk olimpijskich w Sztokholmie. W zawodach tych bezpośrednio wyprzedził Brytyjczyka Fredericka Grubba oraz Amerykanina Carla Schutte. Lewis został tym samym pierwszym południowoafrykańskim kolarzem, który zdobył złoty medal olimpijski w kolarstwie. Przed igrzyskami przez dziewięć lat pracował w kopalni złota. Po zdobyciu olimpijskiego medalu startował głównie w niemieckich wyścigach szosowych, zajmując między innymi drugie miejsce w Rund um Köln w 1913 roku. W czasie I wojny światowej walczył w armii niemieckiej i został odznaczony Krzyżem Żelaznym.